# Sturmtief Daisy
Das Sturmtief Daisy ist der Name eines Tiefdruckgebiets, das in der Zeit vom 8. bis zum 11. Januar 2010 weite Teile Mitteleuropas erfasste. Es führte zu schweren Beeinträchtigungen durch Schneestürme in weiten Bereichen Europas. Verbunden waren Tieftemperaturen in Westeuropa, die über 100 Todesopfer forderten.

## Wetterlage
Daisy war ein typisches Mittelmeertief, bei dem eine relativ warme, aber gleichzeitig feuchte Luftströmung aus dem Mittelmeerraum auf eine Kaltluftströmung eines Hochdruckgebiets aus dem skandinavischen bzw. osteuropäischen Raum trifft. Es bildete sich am 5. über der Iberischen Halbinsel, zog mit klassischer Va-Bahn am 9. über Norditalien und dann Vb-typisch nordostwärts. Ab 7. kam ein starkes Druckgefälle zum nordatlantisch/skandinavischen Hoch Bob hinzu – verbunden mit einem Einbruch arktischer Kaltluft über den Britischen Inseln bis −20 °C – und am 8. auch eines über dem Schwarzmeerraum – wo durch sciroccoartige Strömungen von Afrikaluft in Rumänien Rekordwerte bis +20 °C gemessen wurden. Dadurch entwickelte sich ein starker Schneesturm, über Mitteleuropa erst aus West, dann Südost, mit Windgeschwindigkeiten bis weit über 100 km/h. Das Tief zog über die Karpaten und zerfiel 11. auf 12. d. M. im nördlichen Schwarzmeerraum.
Angenommene Schneemengen im Bereich von 40 cm/24 h, wie sie in Norddeutschland seit 1986/87 und auch dem Katastrophenwinter 1978/79 nicht mehr vorgekommen waren, blieben zwar in der Fläche aus, in Boizenburg an der Elbe wurde am 10. Januar 2010 jedoch eine Gesamtschneehöhe von 46 Zentimetern gemessen und damit die höchste Schneedecke seit 1979. Im Raum der österreichischen Südostalpen und Karpaten waren die Schneemengen geringer als befürchtet. Dennoch gab es in Norddeutschland örtliche Schneehöhen von über einem Meter.

### Abschätzung der Jährlichkeit
Für Spanien traten Schneefälle ein, wie schon seit 25 Jahren nicht mehr (5. Januar 1985). Trotzdem wurde dieses Ereignis schon zwei Monate später vom Mittelmeertief Andrea, das im ganzen nördlichen Mittelmeerraum für Schneechaos sorgte, übertroffen, sodass eine Jährlichkeit von 25, wie sie nach dem Ereignis angegeben wurde, zu überdenken ist.
Die Britischen Inseln erlebten durch den polaren Kaltlufteinbruch eine Kältewelle wie schon seit 30 Jahren (1981/1982) nicht mehr. Dieser wurde aber im Winter darauf mit einer verheerenden Kältewelle November/Dezember bei weitem übertroffen.

## Folgen
Nordspanien erlebte schwere Schneeeinbrüche mit örtlichen schweren Überflutungen, sogar auf Mallorca fiel Schnee und der Vesuv bei Neapel war tief verschneit.
In ganz Frankreich waren gravierende Beeinträchtigungen durch Schneeverwehungen und Windbruch zu verzeichnen. In Südfrankreich waren 7000 Haushalte nach Schneelastbruch ohne Strom. Der Flugbetrieb kam mancherorts zeitweise zum Erliegen, in Lyon mussten am 9. Januar 800 Passagiere am Flughafen auf Feldbetten übernachten, in Roissy und Orly musste bis zum 13. bis zur Hälfte aller Flüge gestrichen werden. In Nordfrankreich kam es über mehrere Tage zu starken Verkehrsbehinderungen mit zahlreichen schweren Autounfällen.
In Holland waren am 9. zeitweise 100.000 Menschen von der Stromversorgung abgeschnitten.
England hatte über 100 Kältetote zu verzeichnen. Die meisten Großflughäfen (London-Gatwick und City, Birmingham) mussten geschlossen werden oder einen Großteil der Flüge streichen (Heathrow).
In Deutschland war hauptsächlich der Norden betroffen, es wurden zahlreiche Autofahrer und auch zwei Regionalzüge bei Anklam und Greifswald eingeschneit und mussten gerettet werden, aber auch Südwestdeutschland verzeichnete fast 1000 wetterbedingte Verkehrsunfälle mit an die 100 Verletzten. In Schleswig-Holstein und Mecklenburg-Vorpommern wurden etliche kleinere Ortschaften von der Außenwelt abgeschnitten (z. B. auf der Insel Fehmarn). Es wurden Hafengebiete z. B. in Flensburg überflutet und  an der Ostsee zwischen den Badeorten Dahme und Kellenhusen bei Dahmeshöved drohte der Deich zu brechen.
In Polen waren zeitweise über 80.000 Menschen nach Schneebruch ohne Strom.

### Schadensanalyse
Nach Rechnung der Münchener Rück verursachte das Sturmtief mit der begleitenden Kältewelle einen volkswirtschaftlichen Gesamtschaden von 1,245 Milliarden Euro, davon waren 750 Millionen Euro durch Versicherungen gedeckt. Damit ist das Ereignis Daisy nach der Kältewelle auf den Britischen Inseln Frühwinter 2010 der zweitteuerste Versicherungsfall an Winterschäden im Zeitraum 1980–2011.